# ТЭС Явожно
ТЭС Явожно (Jaworzno) — тепловая электростанция на юге Польши, чуть более чем в десятке километров к юго-востоку от окраин Катовице.

## Явожно I
История генерации электроэнергии в Явожно началась в 1898 году, когда во время модернизации шахты Рудольф (после распада Австро-Венгрии получившей название «Костюшко») использовали электрическое оборудование. Для его питания установили две паровые турбины, соединённые с генераторами мощностью по 0,16 МВт. В 1911 году аналогичным образом модернизировали шахту «Фредерик Август» («Пилсудский»), а для её питания установили генератор компании AEG мощностью 0,8 МВт. В том же десятилетии станция ещё дважды расширялась — в 1913 и 1916 годах добавили две генераторные установки той же компании AEG мощностью 3,3 МВт и 3,5 МВт соответственно, что довело общую мощность ТЭС до 7,6 МВт.
После восстановления независимости Польши явожницкие угольные шахты вместе с электростанцией передали компании Jaworznickie Komunalne, в которой по 31,25 % долей принадлежало городам Кракову и Львову (ещё по 18,75 % имели банковские структуры — Polski Bank Handlowy и Polski Bank Przemysłowy). В результате краковский муниципалитет решил не расширять собственную ТЭС, а сосредоточиться на развитии площадки в Явожно. В 1930 году здесь ввели в строй энергоблок мощностью 11,5 МВт, оснащённый паровой турбиной производства Pierwszej Berneńskiej Fabryki Maszyn и генератором Siemens-Schuckert. Станцию соединили с Краковом линией электропередачи, рассчитанной на напряжение 60 кВ. Увеличение спроса привело к запуску в 1938 году ещё одного блока мощностью 20 МВт (с учётом организационно присоединённой станции Химической фабрики Азот общую мощность ТЭС Явожно этого периода указывают как 45,6 МВт).
После оккупации Польши Германией площадку в Явожно передали компании Energieversorgung Oberschlesien Aktiengesellschaft (EVO). В 1942 году здесь начали строительство нового комплекса из двух паровых турбин мощностью по 56 МВт, которые должны были питаться от 5 или 6 котлов. До поражения Германии в войне удалось выполнить часть работ (в частности, демонтировали наиболее устаревшие котлы, начали строительство машинного зала, котельной, дымовых труб), однако в послевоенной Польше решили не завершать этот проект.
Вместо этого в 1952—1953 годах запустили три котла производства немецкой Borsig и три паровые турбины швейцарской компании Brown, Boveri & Cie (BBC) — две мощностью по 35 МВт и одну мощностью 8,8 МВт. В 1956—1959 годах построили ещё одну очередь с тремя котлами чешской Škoda и двумя паровыми турбинами — одной мощностью 35 МВт производства той же Škoda и одной мощностью 12,6 МВт компании Siemens. В результате общая мощность станции достигла 157,9 МВт.
На рубеже 1970-х и 1980-х годов Явожно I получила функцию теплоэлектроцентрали. Тогда же был выведен из эксплуатации наиболее устаревший блок мощностью 11,5 МВт.
В 1996 году подачу тепла взяла на себя ТЭС Явожно II, а ещё через два года Явожно I вывели из эксплуатации и передали на демонтаж.

## Явожно II
С 1953 по 1955 год в рамках проекта станции Явожно II были введены в строй 6 турбин мощностью по 50 МВт. На этот раз основным поставщиком оборудования выступил Советский Союз: котлы изготовили на Подольском машиностроительном заводе, а генераторы поступили от ленинградской Электросилы. Кроме того, в 1962 году установили седьмую турбину той же мощности польского производства.
С 1960 года Явожно II стала поставлять тепловую энергию для нужд города Явожно и промышленных предприятий. В 1990-х годах было решено модернизировать эту станцию в полноценную теплоэлектроцентраль. Всё старое оборудование демонтировали, за исключением котла и генератора блока № 4. Их дополнили новой паровой турбиной 10-СК60 мощностью 60 МВт, изготовленной в 1995 году компанией Zamech из Эльблонга (вместе этот объект получил название блок № 1). Эта же компания поставила две теплофикационные турбины с отбором пара для отопления 13CK70 единичной мощностью 70 МВт. Их смонтировали в введённых в эксплуатацию в 1997 и 1998 годах новых блоках 2 и 3, оснащённых котлами с циркулирующим кипящим слоем Foster Wheeler и генераторами Вроцлавского завода Dolmel.
После модернизации номинальная электрическая мощность Явожно II составила 190 МВт, а тепловая — 321 МВт. В пиковом режиме к поставке тепла подключали котёл бывшего блока № 4, что позволяло увеличить мощность до 423 МВт.
В 2012 году вместо старого котла, экологические характеристики которого позволяли лишь кратковременно использовать блок № 1, установили котёл производства польской компании Rafako из Рацибужа. Он использует технологию кипящего слоя и рассчитан на потребление биомассы (ранее котлы блоков 2 и 3 работали на угле с возможностью добавления небольших объёмов биомассы).
Связь Явожно II с энергосистемой обеспечивается ЛЭП, работающей под напряжением 110 кВ.

### Сверхкритический блок
В 2015 году на площадке Явожно II началось строительство современного энергоблока мощностью 910 МВт, ввод которого позволит владельцу станции компании TAURON вывести устаревшие блоки на других ТЭС. Новый объект будет использовать технологию сверхкритического парового режима и иметь топливную эффективность 45,9 %. Основное оборудование включает паровую турбину и генератор компании Siemens.
В качестве топлива блок будет потреблять битуминозный уголь в объёме до 2,5 млн тонн в год, что обеспечит производство 6,5 млрд кВт·ч электроэнергии.
Выдача мощности в энергосистему осуществляется по ЛЭП, рассчитанной на напряжение 400 кВ.
Во время испытаний в начале 2020 года один из компонентов котла получил повреждения, из-за чего ввод энергоблока в эксплуатацию перенесли на июль 2020 года.

## Явожно III
Строительство третьей, наиболее мощной, очереди ТЭС началось в 1972 году, а в 1977—1978 годах ввели в эксплуатацию шесть энергоблоков мощностью по 200 МВт. Все они были оснащены оборудованием польского производства: котлами Rafako, паровыми турбинами Zamech и электрогенераторами Dolmel. По состоянию на середину 2010-х годов пять из этих блоков имеют номинальную мощность 225 МВт, а один — 220 МВт.
Помимо производства электроэнергии, Явожно III может поставлять 51 МВт тепла.
Удаление продуктов сгорания с котлов Явожно III осуществляется через дымовую трубу высотой 300 метров, что делает её самой высокой в Польше среди сооружений этого типа.
Забор воды для охлаждения производится из реки Пшемша.